# Asmate scutelaria
Asmate scutelaria är en fjärilsart som beskrevs av Philogène Auguste Joseph Duponchel 1830. Asmate scutelaria ingår i släktet Asmate och familjen mätare. Inga underarter finns listade i Catalogue of Life.